# Hymenodontopsis vallis-gratiae
Hymenodontopsis vallis-gratiae là một loài rêu trong họ Rhizogoniaceae. Loài này được (Hampe ex Müll. Hal.) N. E. Bell, A.E. Newton & D. Quandt mô tả khoa học đầu tiên năm 2007.